# Europees kampioenschap waterpolo mannen 2014
Het 31e Europees kampioenschap waterpolo voor mannen vond plaats van 14 juli tot 27 juli 2014 in Boedapest, Hongarije. Twaalf landenteams namen deel aan het toernooi.

## Voorronde

### Groep A
| Datum   | Land        | Land        | Uitslag | Periode           |
| ------- | ----------- | ----------- | ------- | ----------------- |
| 14 juli | Roemenië    | Georgië     | 11 - 6  | (3-4,3-1,2-0,3-1) |
| 14 juli | Montenegro  | Griekenland | 11 - 6  | (1-1,4-1,3-2,3-2) |
| 14 juli | Italië      | Rusland     | 13 - 6  | (3-1,4-3,4-1,2-1) |
| 15 juli | Georgië     | Griekenland | 6 - 15  | (1-4,1-6,3-3,1-2) |
| 15 juli | Rusland     | Montenegro  | 7 - 15  | (1-5,2-3,2-4,2-3) |
| 15 juli | Roemenië    | Italië      | 4 - 9   | (1-1,1-3,1-4,1-1) |
| 17 juli | Italië      | Georgië     | 15 - 5  | (3-2,5-1,5-1,2-1) |
| 17 juli | Griekenland | Rusland     | 12 - 6  | (3-1,3-3,1-1,5-1) |
| 17 juli | Montenegro  | Roemenië    | 13 - 8  | (2-2,3-0,5-2,3-4) |
| 19 juli | Georgië     | Rusland     | 12 - 16 | (3-3,1-4,7-4,1-5) |
| 19 juli | Roemenië    | Griekenland | 9 - 10  | (3-2,2-3,2-2,2-3) |
| 19 juli | Italië      | Montenegro  | 6 - 6   | (2-0,0-1,2-3,2-2) |
| 21 juli | Montenegro  | Georgië     | 17 - 2  | (4-0,4-0,4-1,5-1) |
| 21 juli | Rusland     | Roemenië    | 8 - 11  | (2-3,1-3,2-3,3-2) |
| 21 juli | Griekenland | Italië      | 9 - 9   | (4-2,0-4,3-2,2-1) |

| Groep A |             |             |             |             |             |            |            |            |        |
| #       | Land        | Wedstrijden | Wedstrijden | Wedstrijden | Wedstrijden | Doelpunten | Doelpunten | Doelpunten | Punten |
| #       | Land        | G           | W           | G           | V           | V          | T          | Saldo      | Punten |
| 1       | Montenegro  | 5           | 4           | 1           | 0           | 62         | 29         | +33        | 13     |
| 2       | Italië      | 5           | 3           | 2           | 0           | 52         | 30         | +22        | 11     |
| 3       | Griekenland | 5           | 3           | 1           | 1           | 52         | 41         | +11        | 10     |
| 4       | Roemenië    | 5           | 2           | 0           | 3           | 43         | 46         | -3         | 6      |
| 5       | Rusland     | 5           | 1           | 0           | 4           | 43         | 63         | -20        | 3      |
| 6       | Georgië     | 5           | 0           | 0           | 5           | 31         | 74         | -43        | 0      |

### Groep B
| Datum   | Land      | Land      | Uitslag | Periode           |
| ------- | --------- | --------- | ------- | ----------------- |
| 14 juli | Kroatië   | Duitsland | 10 - 5  | (4-3,2-0,3-0,1-2) |
| 14 juli | Frankrijk | Servië    | 5 - 16  | (1-4,1-3,0-3,3-6) |
| 14 juli | Spanje    | Hongarije | 9 - 12  | (2-2,2-4,2-3,3-3) |
| 15 juli | Duitsland | Servië    | 7 - 12  | (2-3,1-3,2-3,2-3) |
| 15 juli | Kroatië   | Spanje    | 8 - 8   | (3-2,2-2,1-2,2-2) |
| 15 juli | Hongarije | Frankrijk | 12 - 7  | (2-2,2-1,5-1,3-3) |
| 17 juli | Frankrijk | Kroatië   | 11 - 14 | (3-5,2-3,3-2,3-4) |
| 17 juli | Spanje    | Duitsland | 11 - 8  | (2-1,3-2,3-4,3-1) |
| 17 juli | Servië    | Hongarije | 6 - 8   | (0-2,3-3,2-2,1-1) |
| 19 juli | Spanje    | Frankrijk | 13 - 5  | (2-0,3-3,4-2,4-0) |
| 19 juli | Kroatië   | Servië    | 8 - 8   | (2-3,3-2,1-2,2-1) |
| 19 juli | Duitsland | Hongarije | 8 - 16  | (3-4,4-5,0-3,1-4) |
| 21 juli | Frankrijk | Duitsland | 8 - 7   | (1-0,0-2,4-4,3-1) |
| 21 juli | Servië    | Spanje    | 8 - 6   | (2-2,1-0,1-1,4-3) |
| 21 juli | Hongarije | Kroatië   | 7 - 6   | (0-2,4-2,1-1,2-1) |

| Groep B |           |             |             |             |             |            |            |            |        |
| #       | Land      | Wedstrijden | Wedstrijden | Wedstrijden | Wedstrijden | Doelpunten | Doelpunten | Doelpunten | Punten |
| #       | Land      | G           | W           | G           | V           | V          | T          | Saldo      | Punten |
| 1       | Hongarije | 5           | 5           | 0           | 0           | 55         | 36         | +19        | 15     |
| 2       | Servië    | 5           | 3           | 1           | 1           | 50         | 34         | +16        | 10     |
| 3       | Kroatië   | 5           | 2           | 2           | 1           | 46         | 39         | +7         | 8      |
| 4       | Spanje    | 5           | 2           | 1           | 2           | 47         | 41         | +6         | 7      |
| 5       | Frankrijk | 5           | 1           | 0           | 4           | 36         | 62         | -26        | 3      |
| 6       | Duitsland | 5           | 0           | 0           | 5           | 35         | 57         | -22        | 0      |

## Kwartfinale ronde

### Kwartfinales
| Datum   | Land        | Land      | Uitslag | Periode           |
| ------- | ----------- | --------- | ------- | ----------------- |
| 23 juli | Rusland     | Duitsland | 8 - 9   | (1-1,4-2,1-3,2-3) |
| 23 juli | Georgië     | Frankrijk | 6 - 10  | (2-2,1-3,2-3,1-2) |
| 23 juli | Italië      | Kroatië   | 8 - 7   | (1-1,3-2,2-2,2-2) |
| 23 juli | Griekenland | Servië    | 9 - 13  | (2-3,3-4,2-4,2-2) |

## Halve finale ronde

### 7e/10e plaats
| Datum   | Land      | Land     | Uitslag | Periode           |
| ------- | --------- | -------- | ------- | ----------------- |
| 25 juli | Duitsland | Spanje   | 8 - 16  | (3-5,1-4,2-3,2-4) |
| 25 juli | Frankrijk | Roemenië | 8 - 15  | (3-3,1-3,1-6,3-3) |

### Halve finales
| Datum   | Land   | Land       | Uitslag | Periode           |
| ------- | ------ | ---------- | ------- | ----------------- |
| 25 juli | Italië | Hongarije  | 7 - 8   | (1-3,3-2,1-1,2-2) |
| 25 juli | Servië | Montenegro | 10 - 9  | (3-5,1-2,3-2,3-0) |

## Plaatsingsronde

### 11e/12e plaats
| Datum   | Land    | Land    | Uitslag | Periode           |
| ------- | ------- | ------- | ------- | ----------------- |
| 25 juli | Rusland | Georgië | 9 - 8   | (2-2,2-2,2-1,3-3) |

### 9e/10e plaats
| Datum   | Land      | Land      | Uitslag | Periode           |
| ------- | --------- | --------- | ------- | ----------------- |
| 26 juli | Duitsland | Frankrijk | 14 - 13 | (4-3,4-6,4-3,2-1) |

### 7e/8e plaats
| Datum   | Land   | Land     | Uitslag | Periode           |
| ------- | ------ | -------- | ------- | ----------------- |
| 26 juli | Spanje | Roemenië | 8 - 7   | (3-1,1-3,2-1,2-2) |

### 5e/6e plaats
| Datum   | Land    | Land        | Uitslag | Periode           |
| ------- | ------- | ----------- | ------- | ----------------- |
| 26 juli | Kroatië | Griekenland | 11 - 7  | (2-3,3-0,3-2,3-2) |

## Bronzen Finale
| Datum   | Land   | Land       | Uitslag | Periode           |
| ------- | ------ | ---------- | ------- | ----------------- |
| 27 juli | Italië | Montenegro | 11 - 9  | (1-3,5-3,2-2,3-1) |

## Finale
| Datum   | Land      | Land   | Uitslag | Periode           |
| ------- | --------- | ------ | ------- | ----------------- |
| 27 juli | Hongarije | Servië | 7 - 12  | (1-3,1-4,4-2,1-3) |

## Eindrangschikking
| Goud   | Servië      |
| Zilver | Hongarije   |
| Brons  | Italië      |
| 4      | Montenegro  |
| 5      | Kroatië     |
| 6      | Griekenland |
| 7      | Spanje      |
| 8      | Roemenië    |
| 9      | Duitsland   |
| 10     | Frankrijk   |
| 11     | Rusland     |
| 12     | Georgië     |

Europees kampioenschap waterpolo mannen

1926 · 
1927 · 
1931 · 
1934 · 
1938 · 
1947 · 
1950 · 
1954 · 
1958 · 
1962 · 
1966 · 
1970 · 
1974 · 
1977 · 
1981 · 
1983 · 
1985 · 
1987 · 
1989 · 
1991 · 
1993 · 
1995 · 
1997 · 
1999 · 
2001 · 
2003 · 
2006 · 
2008 · 
2010 · 
2012 · 
2014 · 
2016 · 
2018 · 
2020 · 
2022 · 
2024
Europees kampioenschap waterpolo vrouwen

1985 · 
1987 · 
1989 · 
1991 · 
1993 · 
1995 · 
1997 · 
1999 · 
2001 · 
2003 · 
2006 · 
2008 · 
2010 · 
2012 · 
2014 · 
2016 · 
2018 · 
2020 · 
2022 · 
2024